# Verneuil-l’Étang
Verneuil-l’Étang ist eine französische Gemeinde mit 3211 Einwohnern (Stand: 1. Januar 2022) im Département Seine-et-Marne in der Region Île-de-France. Sie gehört zum Arrondissement Provins und ist Teil des Kantons Nangis. Die Einwohner werden Verneuillais(es) genannt.

## Geographie
Die Gemeinde liegt etwa 45 Kilometer südöstlich von Paris. Umgeben wird Verneuil-l’Étang von den Nachbargemeinden Chaumes-en-Brie im Norden, Beauvoir im Osten, Aubepierre-Ozouer-le-Repos im Südosten, Andrezel im Süden sowie Guignes im Westen.
Durch den Süden, am Schloss Vernouillet entlang, fließt der Avon. 
Der Ort ist Endpunkt der Straßenbahn Verneuil-l’Étang–Melun. Sein Bahnhof liegt an der Bahnstrecke Paris–Mulhouse.

## Geschichte
Der Ort wurde 1114 als Vernoilum erstmals erwähnt. 

### Bevölkerungsentwicklung
| Jahr      | 1962 | 1968 | 1975 | 1982 | 1990 | 1999 | 2006 | 2011 | 2017 | 2022 |
| Einwohner | 1157 | 1299 | 1707 | 1948 | 2577 | 3135 | 3069 | 3185 | 3237 | 3211 |

## Wirtschaft
In Verneuil-l’Étang befinden sich die großen Kornmühlen von Paris. Hier wird vor allem Mehl hergestellt.

## Sehenswürdigkeiten
siehe auch: Liste der Monuments historiques in Verneuil-l’Étang
- Schloss und Park Vernouillet (Privateigentum, nicht zu besichtigen)

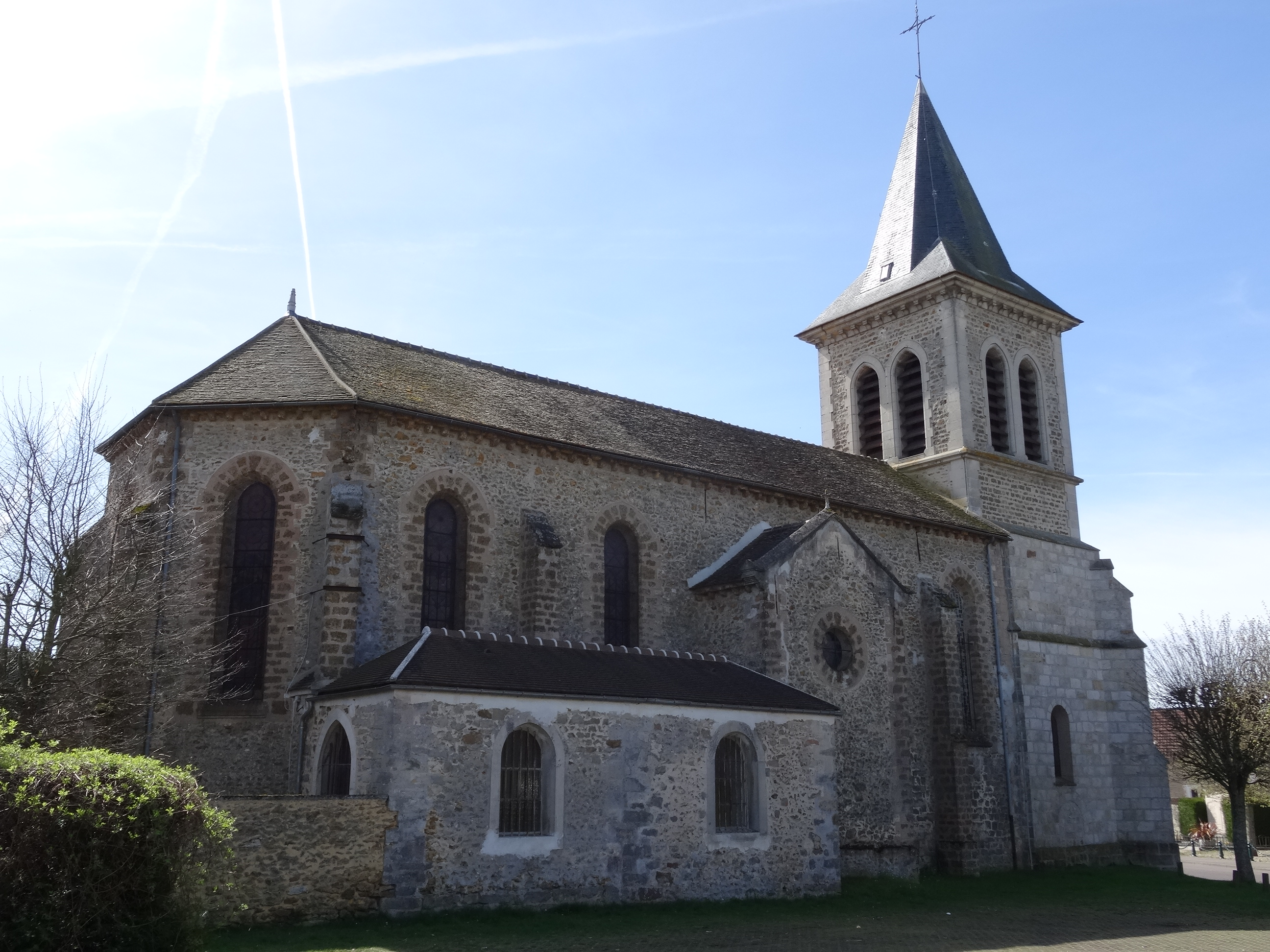
Kirche Notre Dame de l’Assomption

- Kirche Notre Dame de l’Assomption